# هوش (رومانی)
شهر هوش (به رومانیایی: Huşi) در شهرستان واسلوئی در کشور رومانی واقع شده‌است. جمعیت این شهر ۳۳٬۳۲۰ نفر  است.